# Скуфія

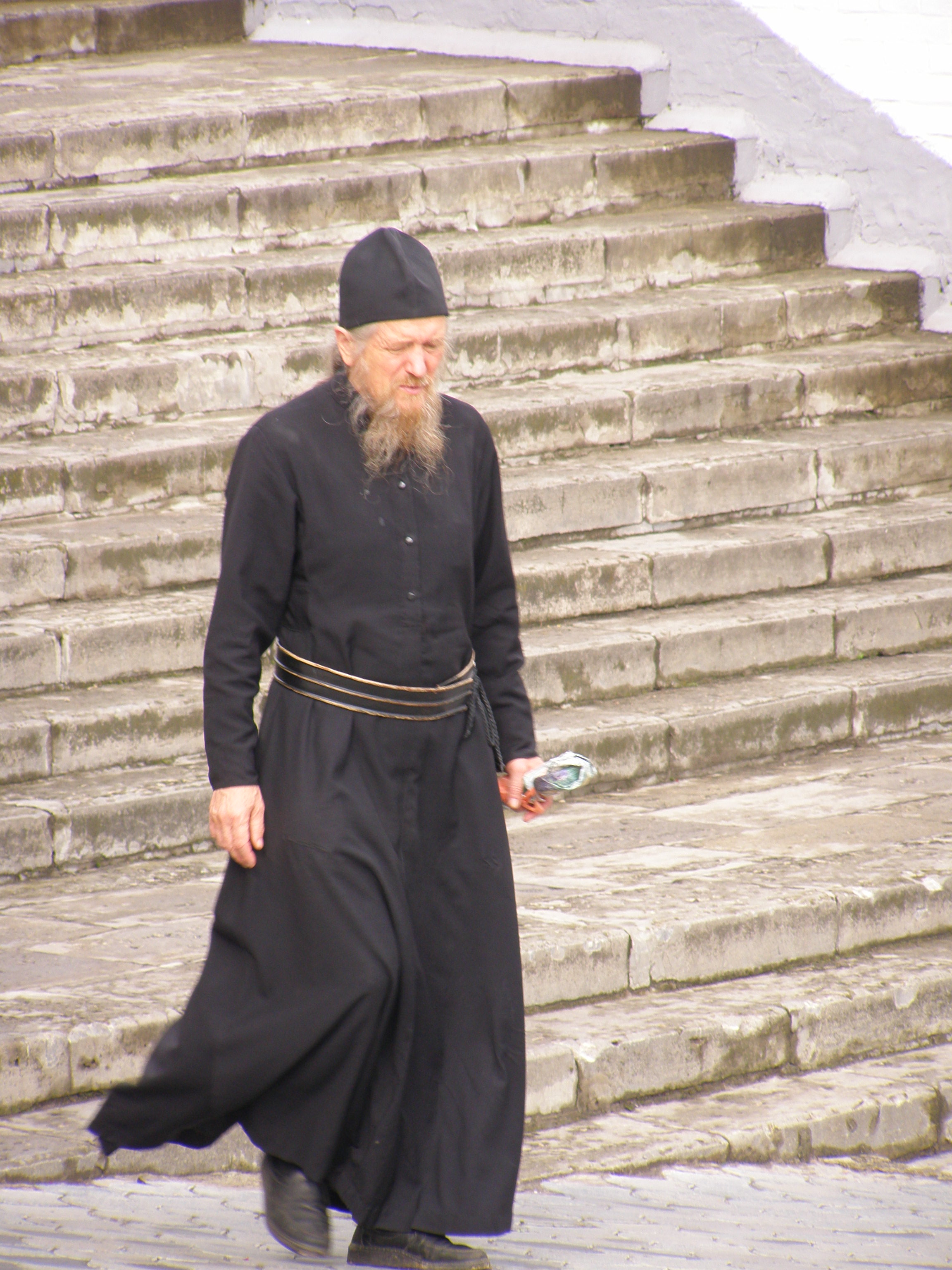
Чернець у скуфії. Почаївська лавра, Тернопільська обл.

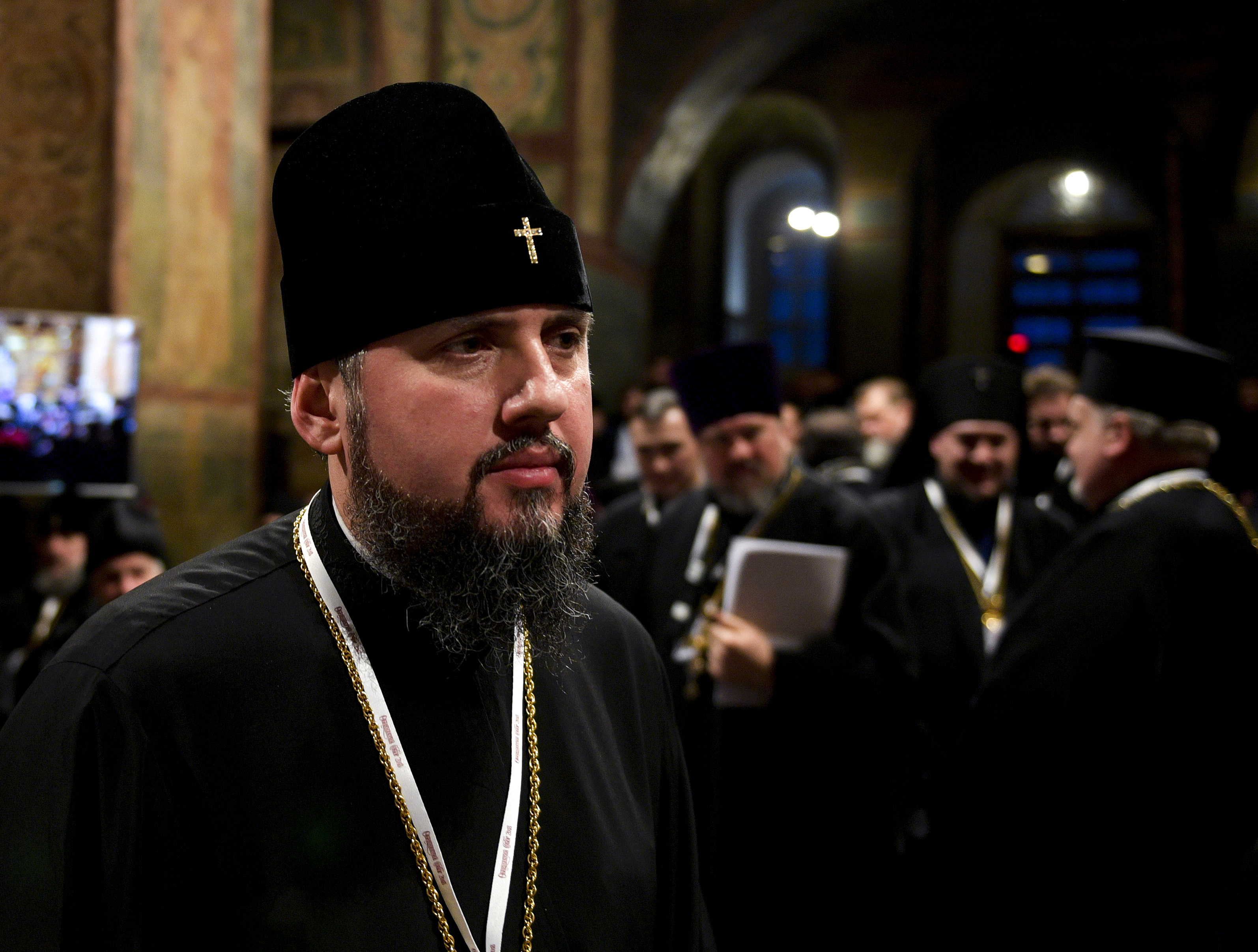
Митрополит Епіфаній в архієрейській скуфії з хрестом

Скуфія́ (від грец. σκούφος — «чепчик», «шапка») — повсякденний головний убір православних духовних осіб усіх ступенів та звань. Це невелика кругла чорна шапочка, яку можна складати.
Зменшені форми: скуфі́йка, скуфі́єчка.

## Історія й сучасність
У давнину скуфія була невеличкою круглою шапочкою, схожою на чашу без підставки (можливо, її назва пов'язана з грец. σκύφος — «чаша», «скіфос»). Такою шапочкою покривали виголену верхню частину голови як католицькі, так і православні священники й ченці. Виголена частина звалася тонзурою (лат. tonsura), або «гуменцем» (староцерк.-слов. гоумьньце) і символізувала собою терновий вінець. Скуфію носили постійно, знімаючи її тільки перед богослужінням або сном.
Звичай духівництва голити голову зберігався на Русі до середини XVII ст., але скуфія залишилась головним убором духовних осіб всіх звань і ступенів. Крій скуфії дещо змінився: вона набула вигляду м'якої складаної шапочки, що глибоко, до брів, закривала голову. Порядок носіння теж зазнав змін: єпископам і ченцям дозволялось носити її у келійній обстановці, священникам і дияконам — тільки під час богослужінь просто неба, у холодну погоду. Навіть монастирські послушники, іподиякони й читці могли носити скуфії поза храмом, але входячи в церкву, знімати їх — звичай, що зберігся досі.
Фіолетова оксамитова скуфія дається представникам білого духовенства як нагорода — друга після набедреника. Значення нагороди скуфія отримала з 1797 року.